# Friedrich Gauermann

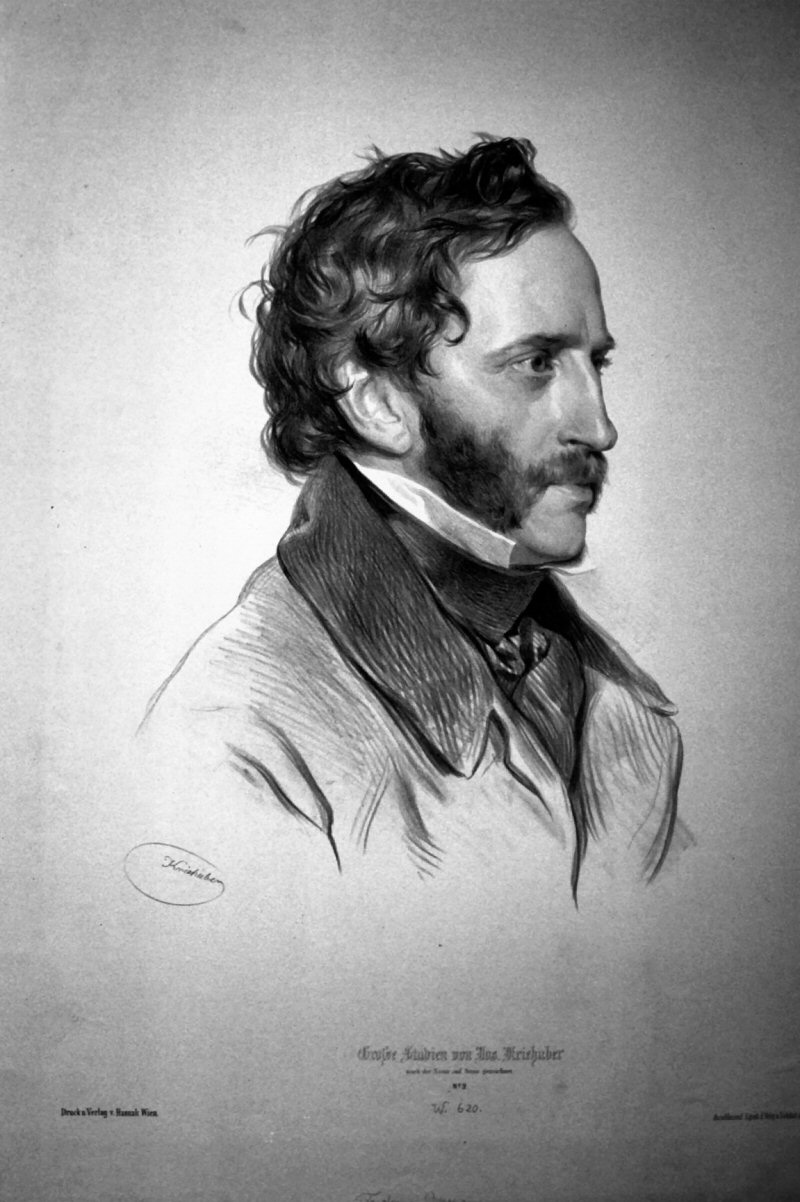
Friedrich Gauermann, Lithografie von Joseph Kriehuber, 1852

Friedrich August Matthias Gauermann (* 20. September 1807 in Scheuchenstein, Gemeinde Miesenbach, Niederösterreich; † 7. Juli 1862 in Wien) war ein österreichischer Maler und Grafiker.

## Leben
Friedrich Gauermann wurde im niederösterreichischen Miesenbach Nr. 47 (jetzt Scheuchenstein 71) als Sohn des deutschen Malers, Zeichners und Kupferstechers Jakob Gauermann (1772–1843) geboren, der ihn auch unterrichtete. Der Vater erkannte früh das künstlerische Talent seiner Söhne Carl und Friedrich und förderte es entsprechend. Schon in der frühesten Kindheit zeigte sich, dass Friedrich höchstwahrscheinlich der talentiertere, der genialere Künstler sein würde, sein Bruder starb allerdings bereits mit 24 Jahren. Friedrich besuchte von 1822 bis 1827 k.k. Akademie der bildenden Künste in Wien, bildete sich jedoch vornehmlich als Autodidakt auf ausgedehnten Wanderungen durch die Steiermark, Salzburg und Tirol. Gauermann unternahm zahlreiche Studienreisen, darunter 1824 und 1831 ins Salzkammergut, 1827 nach Dresden, 1829, 1834 und 1840 nach München, 1838 und 1843 nach Venedig. Am 26. März 1836 wurde er an der k.k. Akademie der bildenden Künste als Landschaftsmahler zum Kunstmitglied gewählt. 1838 heiratete Gauermann Elisabeth Kurtz. Gauermann war in der Zeit des Vormärz mit vielen Künstlern Wiens bekannt (Nestroy, Raimund), nach 1848 vereinsamte er zusehends und zog sich oft nach Miesenbach zurück. 1861 wurde ihm die Mitgliedschaft des Wiener Künstlerhauses verliehen. Er starb in der Wiener Vorstadt Laimgrube 24 (heute Linke Wienzeile 4) und wurde auf dem Friedhof seines Geburtsortes Scheuchenstein beigesetzt.

## Leistung

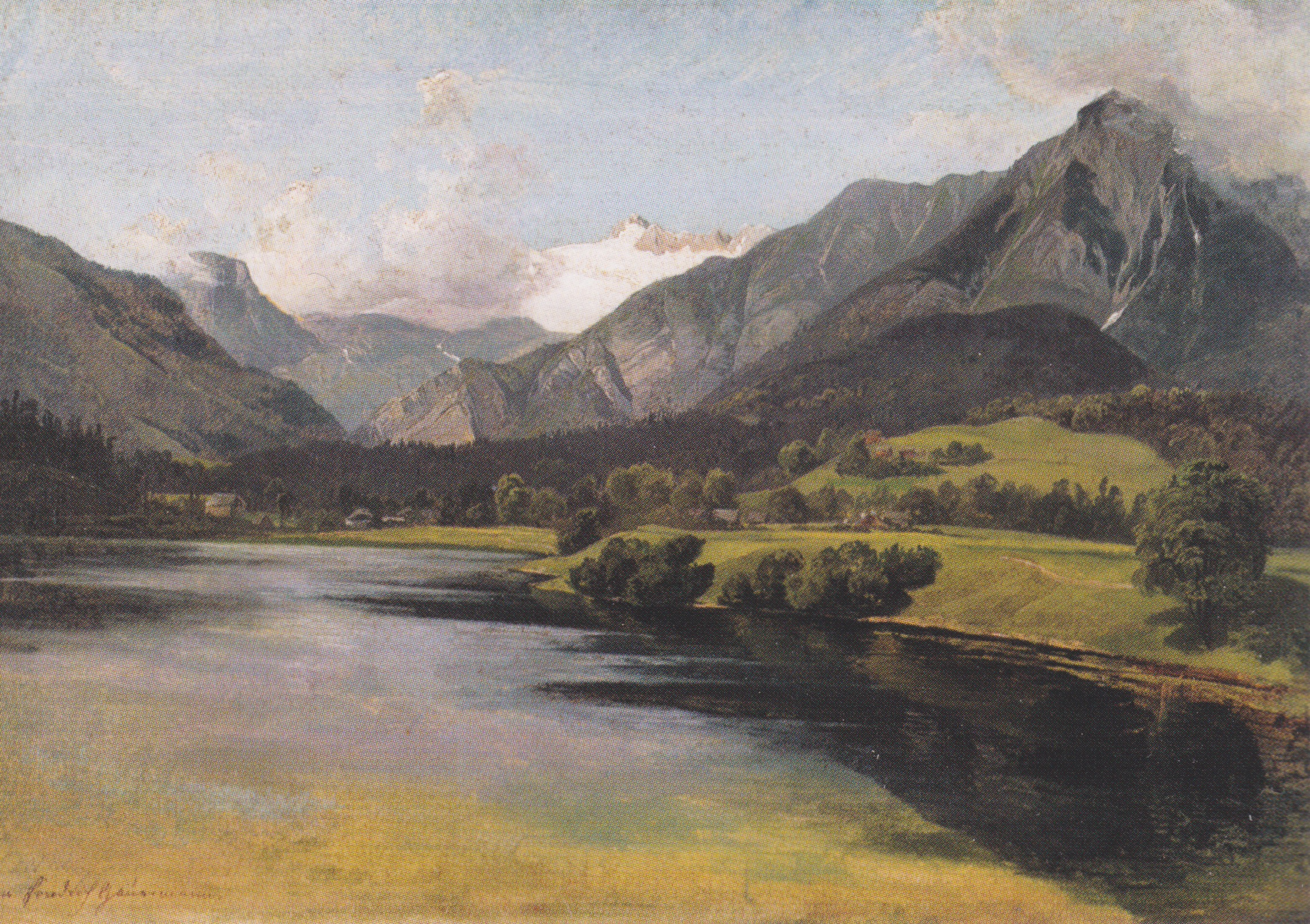
Der Altausseer See mit dem Dachstein, um 1827, Belvedere, Wien

Friedrich Gauermann war ein sehr populärer Landschaftsmaler der Biedermeier-Zeit. Er löste sich von der durch Figuren belebten Vedutenmalerei und orientierte sich an der Altniederländischen Malerei. Dadurch gelang es ihm, einen neuartigen Wiener Landschaftsnaturalismus zu begründen. 1826 stellte er erstmals seine durch Licht- und Stimmungseffekte geprägten Bilder aus. Nach einem großen Ausstellungserfolg 1830 begann er seine Wald- und Berglandschaften mit Tieren zu bevölkern, was typisch für Gauermanns Bilder werden sollte. Bei der Wiener Kunstausstellung 1838 wurde Gauermann an die Spitze der Landschaftsmalerei gestellt. Bis in die 1840er Jahre erhielt er von der Wiener Aristokratie (Fürst Metternich, Schwarzenberg, Liechtenstein) zahlreiche Aufträge für Bilder dieser Art, an denen er auch hervorragend verdiente. Als sich der Zeitgeschmack nach 1848 allmählich änderte, ließ der Erfolg nach und die Gönner wurden weniger. Zudem verfiel er unter dem Einfluss der Münchner Schule einer süßlichen Älpler-Manier, was aber nicht seine ursprüngliche Bedeutung für die österreichische Landschaftsmalerei des Biedermeier schmälert. Gauermann studierte seine Motive in freier Natur. Seine Tierdarstellungen ragen in der österreichischen Malerei in ihrer Art hervor. Die herausragende kunsthistorische Bedeutung lag in seiner zeichnerischen und koloristischen Meisterschaft.
Er hinterließ 1185 Ölbilder und 174 Zeichnungen. Sein Nachlass wurde versteigert, jedoch zerrann der Erlös seiner Witwe, die schon zu seinen Lebzeiten nicht gut mit Geld umgehen hatte können, das Geld zwischen den Fingern und sie endete im Armenhaus.

## Werke (Auszug)

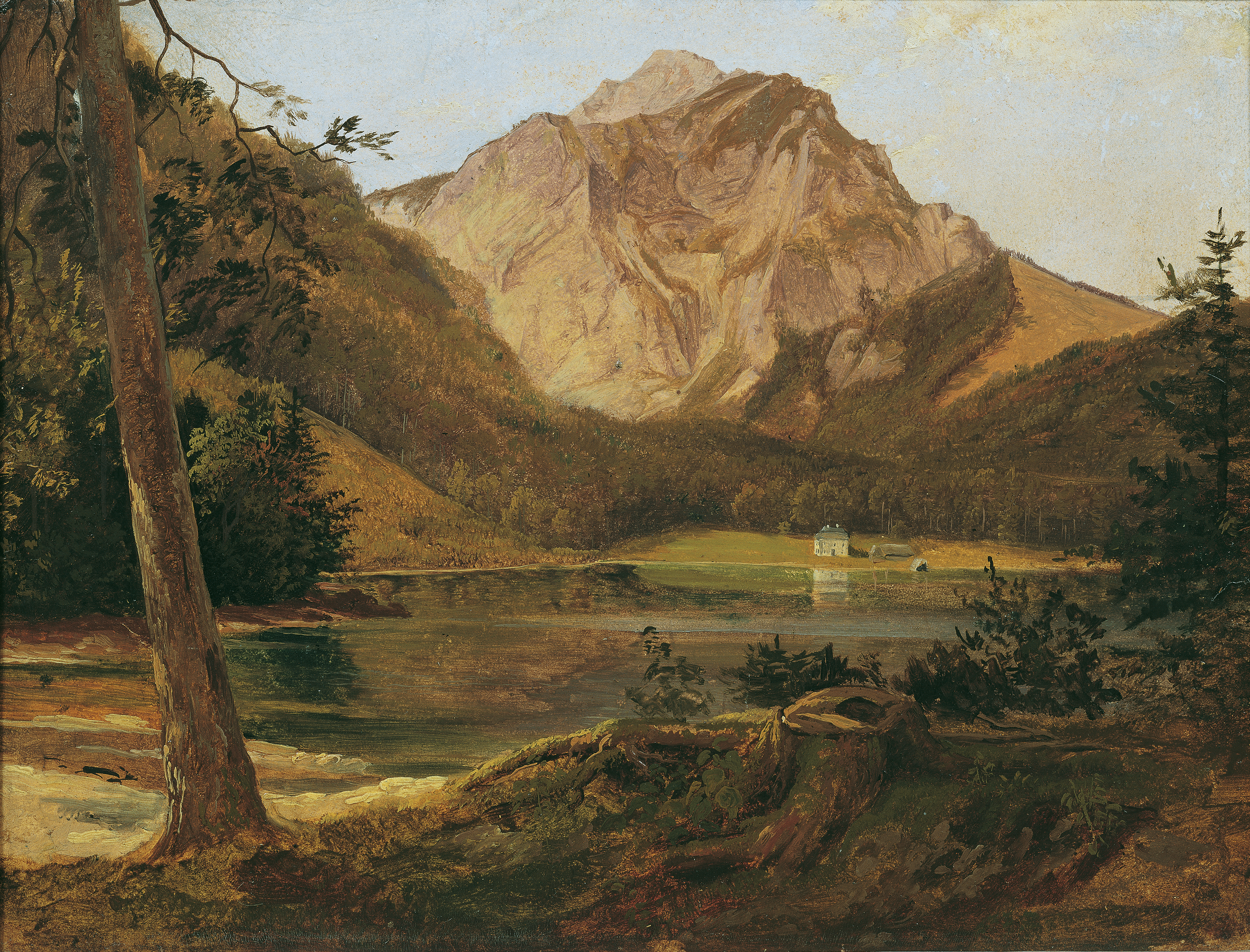
Der vordere Langbathsee mit dem Höllengebirge, 1828/1830, Belvedere, Wien

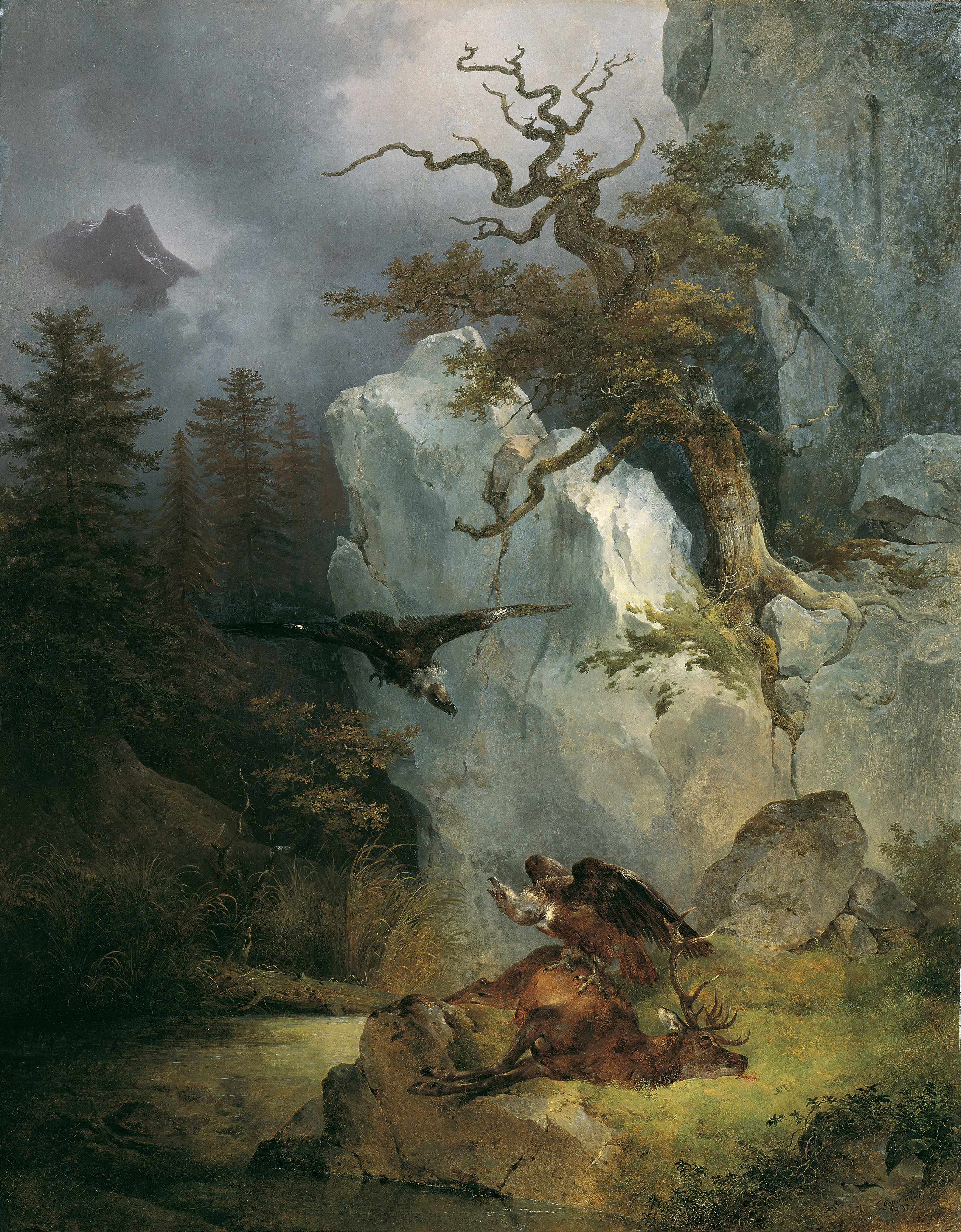
Ein Geier auf verendetem Hirsch, 1832, Belvedere, Wien

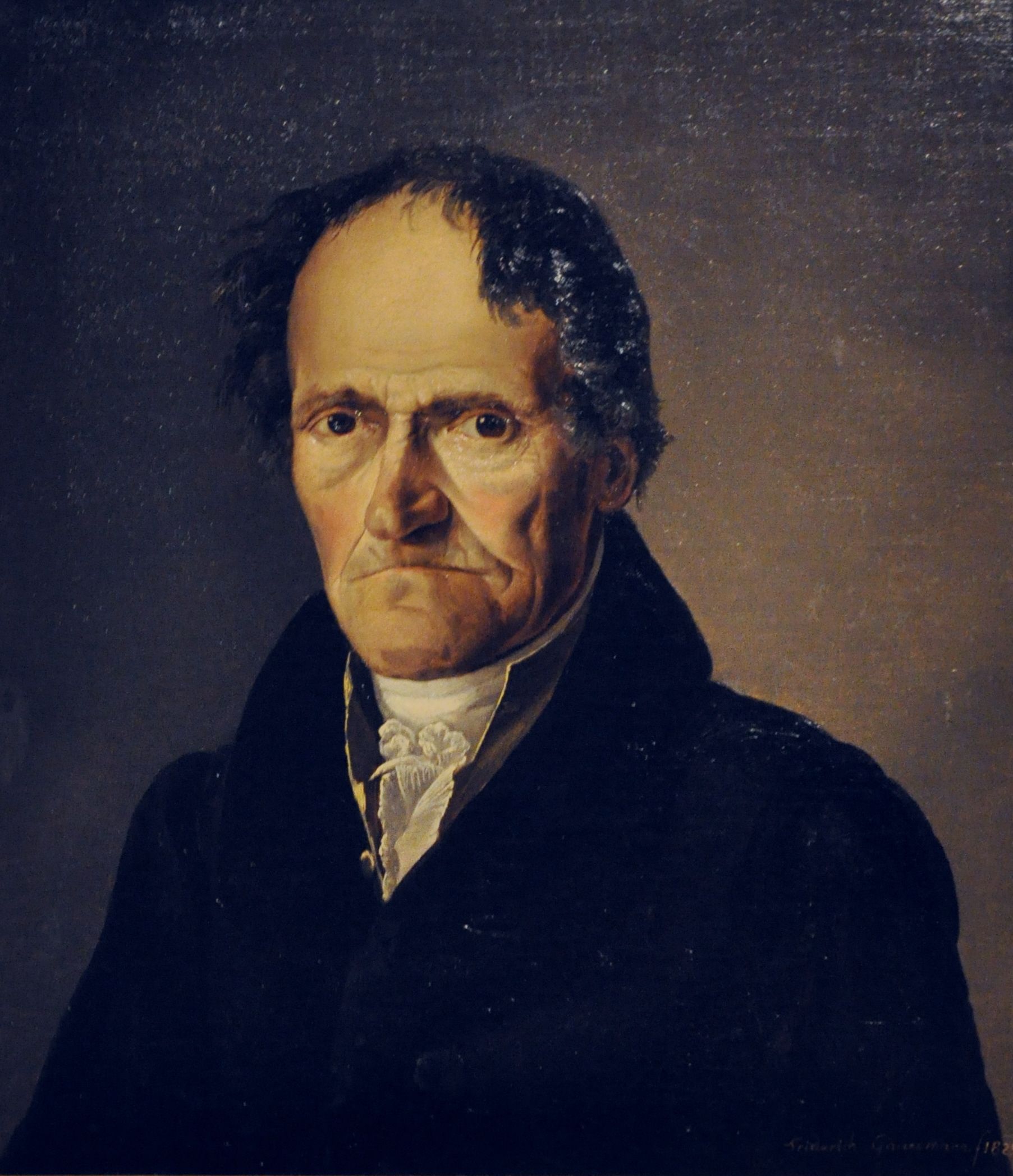
Bildnis des Klaviermachers Anton Walter (1825)

- Der Heuwagen (Wien, Belvedere), 1824, Öl auf Leinwand, 21,4 × 31,5 cm
- Landschaft mit Ruine Scheuchenstein (St. Pölten, Niederösterreichisches Landesmuseum, Inv. Nr. 8697), 1826, Öl auf Leinwand, 35,7 × 51,2 cm
- Der Altausseer See mit dem Dachstein (Wien, Belvedere, Inv. Nr. Lg 50), um 1827, Öl auf Leinwand, 30 × 43 cm
- Der Dachstein vom Plassen bei Hallstatt (Wien, Belvedere, Inv. Nr. 3221), um 1827, Öl auf Papier auf Leinwand, 29,5 × 40,5 cm
- Der vordere Langbathsee mit dem Höllengebirge (Wien, Belvedere, Inv. Nr. 683), 1828–30, Öl auf Karton, 25,5 × 35 cm
- Landschaft bei Miesenbach (Wien, Belvedere, Inv. Nr. 2815), um 1830, Öl auf Leinwand, 32 × 45 cm
- Am Kammersee bei Aussee (Graz, Neue Galerie Graz, Inv. Nr. I/1123), um 1830, Öl auf Papier, 44,3 × 33 cm
- Ein Geier auf verendetem Hirsch (Wien, Belvedere, Inv. Nr. 3012), 1832, Öl auf Leinwand, 147 × 115 cm
- Ein Alpenschiff im Sturm (Wien Museum), 1834, Öl auf Leinwand, 94 × 73 cm
- Blick vom Scheuchenstein zum Gauermannhof mit dem Schneeberg im Hintergrund (Wien, Belvedere, Inv. Nr. 3290), um 1835, Öl auf Papier auf Leinwand, 28 × 40,5 cm
- Viehmarkt in Maria Plain bei Salzburg (St. Pölten, Niederösterreichisches Landesmuseum, Inv. Nr. 7197), 1837, Öl auf Leinwand, 104 × 145,5 cm
- Der Brunnen von Zell am See (Fürst Liechtenstein’sche Sammlung „The Princely Collections, Vaduz–Vienna“); Öl auf Leinwand; Gemälde nach einem Skizzenbuch der Jahre 1840 oder 1842
- Die Heimkehr der Jäger (Wien Museum), 1844, Öl auf Leinwand, 65 × 50 cm
- Seeauer Alpenhütte im Regen (St. Pölten, Niederösterreichisches Landesmuseum, Inv. Nr. 3611), um 1850, Öl auf Holz, 68,4 × 88,8 cm
- Ein Schiffszug auf der Donau (Wien Museum), 1860, Öl auf Leinwand, 60 × 48 cm

## Ehrungen
- Luxemburgischer Orden der Eichenkrone durch König Wilhelm II. der Niederlande, 1845

## Würdigungen und Rezeption
- In Scheuchenstein (Gemeinde Miesenbach) befindet sich heute das Gauermann Museum, in dem neben einer Dokumentation zu seinem Leben und neben Gemälden des Künstlers auch laufend Sonderausstellungen durchgeführt werden.
- In Wien Innere Stadt wurde 1870 die Gauermanngasse nach ihm und seinem Vater Jakob Gauermann benannt.
- Im Jahr 1962 fand anlässlich seines 100. Todesjahres die Niederösterreichische Landesausstellung in Gutenstein und Miesenbach statt.
- 2007 gab die österreichische Post aus Anlass des 200. Geburtstages von Friedrich Gauermann eine Sonderpostmarke heraus.